# Aiptasiomorpha texaensis
Aiptasiomorpha texaensis är en havsanemonart som beskrevs av Oscar Henrik Carlgren och Hedgpeth 1952. Aiptasiomorpha texaensis ingår i släktet Aiptasiomorpha och familjen Aiptasiomorphidae. Inga underarter finns listade i Catalogue of Life.